# Ferfay
Ferfay település Franciaországban, Pas-de-Calais megyében. Lakosainak száma 868 fő (2022. január 1.). Ferfay Lillers, Ames, Amettes, Auchel, Aumerval, Burbure, Cauchy-à-la-Tour és Floringhem községekkel határos.

## Népesség
A település népességének változása:
| Lakosok száma | 925  | 918  | 912  | 908  | 909  | 895  | 882  | 868  |
|               | 2013 | 2015 | 2017 | 2018 | 2019 | 2020 | 2021 | 2022 |